# انقباض دینامیک
اعمال عضله (با توجه به اینکه همیشه عمل انقباضی ندارند) با اثر متقابل بین توسعه نیروی عضلانی و مقاومت خارجی مرتبط می‌باشد. اعمال نیرو اغلب با دستور حرکتی بدن مرتبط است، درعین‌حال اعمال عضلانی ممکن است به شکل تمرینات ایستا یا پویا نیز باشد. حرکات ایستا به کاربرد نیروی عضلانی بدون هیچ‌گونه حرکت یا تغییری در زاویه مفصل گفته می‌شود؛ یعنی کاری انجام نمی‌شود که به آن انقباض ایزومتریک نیز گفته می‌شود. انقباض‌هایی که دارای حرکت هستند به طور گسترده به دو شکل انقباض درون‌گرا (انقباض کانسنتریک)، هنگامی که طول عضله کوتاه می‌شود و انقباض برون‌گرا (انقباض اکسنتریک)، هنگامی که طول عضله زیاد می‌شود، تقسیم می‌شوند. انقباض‌های عضلانی ثابت (انقباض ایزوتونیک) در همهٔ زوایای سرعتی اندام (انقباض ایزوکینتیک) در طی فعالیت‌های ورزشی درگیر نیستند و کنترل این حرکات با استفاده از تجهیزات دینامومتری ویژه و با اعمال نیرو یا مقاومت خارجی با سرعت ثابت امکان‌پذیر است. به دست آوردن این شرایط یکنواخت درون عضلات در هنگام تمرین بعید است. در نتیجه وقتی که به اعمال عضله در تمرینات پویا برمی‌گردیم اصطلاحات ایزوکینتیک و ایزوتونیک (انقباض هم‌جنبش) توصیف کننده‌های مناسبی نیستند. بلکه، سیستم عضلات اسکلتی به وسیلهٔ ترکیبی از انقباض‌های درون‌گرا، برون‌گرا و کنش‌های ایزومتریک گروه‌های عضلانی موافق، مخالف و تثبیت کننده‌ها در طی ورزش عمل می‌کنند.